# Liste des commanderies templières dans la Rhénanie-Palatinat
Cette liste recense quelques-unes des commanderies et maisons de l'Ordre du Temple qui ont existé dans l'actuelle Rhénanie-Palatinat ((de): Rheinland-Pfalz) et dans la Sarre ((de):Saarland).

## Faits marquants et Histoire
La Rhénanie-Palatinat faisait partie, au moment de l'arrivée des templiers, du Palatinat du Rhin ou Palatinat ((de) Kurpfalz), l'un des sept plus anciens électorats du Saint-Empire romain germanique, et possession à partir de 1214 de Louis Ier de Bavière. La première donation faite à l'ordre semble être celle de Bad Breisig en 1215, bien que la date ne soit pas certaine. Quant au Land de la Sarre au sud-ouest, il était morcelé en diverses seigneuries dont certaines relevaient de l'archevêché de Trèves, également Prince-Électeur à partir de 1242.
S'il ne semble pas y avoir de trace documentée de l'établissement des templiers à Trèves avant cette date, certains éléments tendent pourtant à en témoigner:
- Un acte de l'an 1180 concernant les biens, rentes et revenus du chapitre de la cathédrale de Trèves, dans lequel les frères du Temple étaient obligés annuellement de verser la somme de 8 Pfennige[1]. Ce bien étant grevé par une charge, on peut penser que leur implantation était due à la donation d'un bien du chapitre de la cathédrale[2].
- On retrouve ensuite en 1228 un litige entre les Templiers et le chapitre de la cathédrale, concernant un pré sis à Wawern à proximité de cette ville[3].

À propos de la commanderie de Breisig, on remarque que ses possessions s'étendaient jusqu'au land de Rhénanie-du-Nord-Westphalie (comté de Juliers à cette époque),.
L'organisation territoriale et hiérarchique des templiers comprenait des provinces, notamment celle d'Allemagne  créée en 1232 mais il y avait également une province de Lorraine dont faisait partie la commanderie de Trèves et vraisemblablement celle de Roth.
D'après la bulle « Ad providam » de 1312, le pape Clément V chargea les évêques et archevêques locaux de procéder au jugement des Templiers, et à la confiscation des biens de l'ordre, qui furent redistribués soit aux Hospitaliers, soit à l'Ordre Teutonique. Le synode de la province ecclésiastique de Mayence ((de) Mainz) renvoya absous tous ceux de sa circonscription. Le synode de la province de Trêves ((de) Trier) fut réuni, et prononça également une sentence d'absolution.

## Commanderies
| Commanderie       | Ville actuelle (ou à proximité) | Fondation (premières donations) | Reprise |
| ----------------- | ------------------------------- | ------------------------------- | ------- |
| Breisig           | Bad Breisig                     | 1237 (1215),                    | 1312    |
| Hönningen         | Bad Hönningen                   | 1260 (1225),                    | 1317    |
| Mayence (Mainz)   | Mayence                         | 1216,                           | 1317    |
| Mühlen (Mühlheim) | Osthofen                        | 1227?,                          | 1312    |
| Roth              | Roth an der Our                 | 1254?,                          | 1312    |
| Trèves (Trier)    | Trèves                          | 1228?                           | 1338    |
| -                 |                                 |                                 |         |

| Localisation en Rhénanie-Palatinat (Liens vers les articles correspondants) |
| --- |
| \| Sarre (Land) Rhénanie-du-Nord Westphalie Hesse B-W Alsace Luxembourg Lorraine Wallonie Breisig et Hönningen Mayence Mülhen Roth Trèves Henisheim Oberdollendorf · Ostheim \| |
| Sarre (Land) Rhénanie-du-Nord Westphalie Hesse B-W Alsace Luxembourg Lorraine Wallonie Breisig et Hönningen Mayence Mülhen Roth Trèves Henisheim Oberdollendorf · Ostheim       |

Quelques commandeurs de Bad Breisig et Hönningen
- 1268: Hildebrand
- 1298 / 1299: Gerlach von Hammerstein
- 1303: N. von Blawustein
- 1304: Heinrich das sagte von Lœwenstein (Henricus dictus de Laa(w)ensteyne, commandator et rector domorum militie Templi in Hoynken et in Briske)

## Autres biens
- Il y a peu de traces de leur présence dans la Sarre si ce n'est à Henisheim (Ensheim)[24]
- Maison du Temple de « Seve » (de) (domus de Lacu, in Sewe), dans le diocèse de Worms mais l'emplacement demeure inconnu. Attestée depuis 1283, elle incluait des biens à Gernsheim et Kirchheim, possessions acquises par Friedrich Wildgraf (de), maître de la province d'Allemagne et qui provenaient de sa famille[25]